# 停火
停火（又稱停戰）是指處於武力衝突的各方同意暫時停止交戰的行為，發起停火的國家或組織可以是介入衝突的某一方，或者是與衝突無直接關係的第三方介入協調。
停火的用意雖然多半是暫停武力衝突，期待以具體的停戰協定或和平条约換取長久的和平或是無衝突狀態來結束戰爭，但並不等於戰爭已經結束。衝突各方的停火協議有助於降低緊張情勢，然而，歷史上很多停火狀態也可能在其中一方刻意或者是意外的行為中，重新回到停火前的狀況。然而，停火也可能使用於其他場合：
- 進行人道援助。包括撤退交戰地區的平民，運送糧食與醫療物資等。
- 交換戰俘。包括送回一般或者是需要醫療的戰俘等，或者是對作戰地區的屍體進行清理的工作。
- 進行戰場重整。包括對於戰線的整理，人員與武器的補給，防禦或者是進攻行動的規劃等。